# Franz Kreuzer

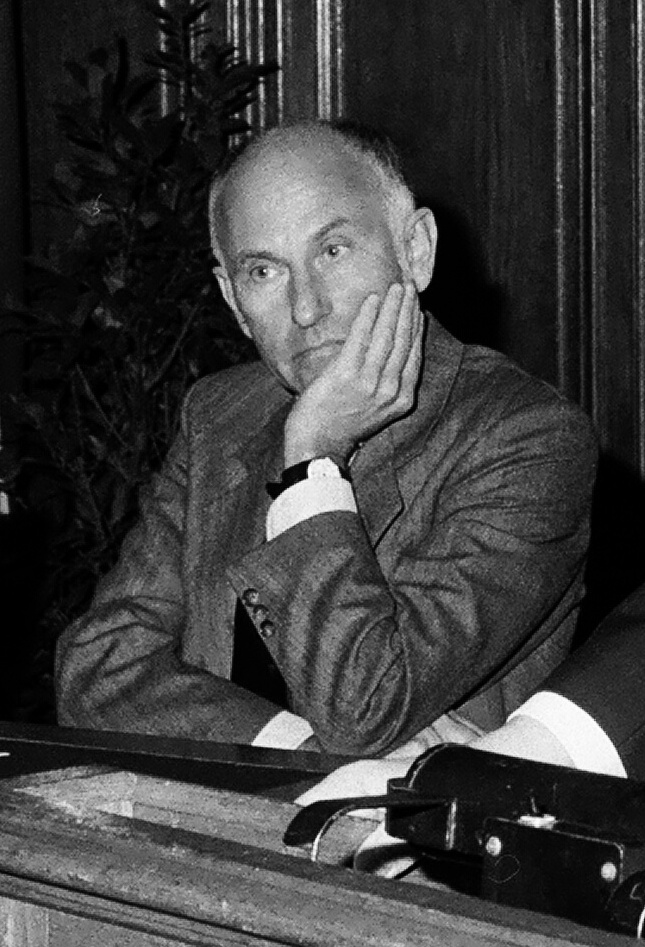
Kreuzer bei den Wiener Vorlesungen im Wiener Rathaus, 1987

Franz Kreuzer (* 18. Jänner 1929 in Wien; † 14. April 2015 ebenda) war ein österreichischer Journalist und Politiker (SPÖ).

## Journalist
Franz Kreuzer war langjähriger Mitarbeiter der in Wien erscheinenden Arbeiter-Zeitung, des Zentralorgans der österreichischen Sozialdemokratie. Als Chefredakteur Oscar Pollak im Jänner 1962 von der Parteispitze unter Bruno Pittermann abgesetzt wurde, rückte Kreuzer an die Spitze der Tageszeitung auf. Breiteren Kreisen wurde er damals dadurch bekannt, dass der Österreichische Rundfunk (ab 1967 als ORF geläufig) damals im Fernsehen Diskussionen von Chefredakteuren zu aktuellen politischen Themen veranstaltete. Kreuzer trat in diesen Sendungen gemeinsam mit Hugo Portisch und Otto Schulmeister auf und scheute sich nicht, den späteren Bundeskanzler Josef Klaus im Fernsehen als Niete zu bezeichnen.
1967 wurde Bruno Kreisky Parteiobmann der SPÖ. Kreuzer hatte ihn bei der Ablöse Pittermanns im Parteivorsitz unterstützt, wurde von Kreisky aber dennoch gegen Paul Blau als neuen AZ-Chefredakteur ausgetauscht. Kreisky wollte damit die Gewerkschafter, aus deren Reihen Blau kam, zufriedenstellen.
Franz Kreuzer wechselte zum staatlichen ORF und wurde unter dem neuen, 1967 gewählten Generalintendanten Gerd Bacher Chefredakteur des aktuellen Dienstes. Dies erregte damals viel Aufsehen, weil damit das herkömmliche politische Lagerdenken durchbrochen wurde. (Bacher engagierte etwa den Sozialdemokraten Helmut Zilk als Fernsehdirektor, den erzkonservativen Alfons Dalma als ORF-Chefredakteur und wiederum Franz Kreuzer, davor Chefredakteur des roten Zentralorgans AZ, als TV-Chefredakteur.)
1974 gelang es Kreisky, die starke Position des ORF-Generalintendanten zu reduzieren; neuer Generalintendant wurde (bis zu Bachers Wiederkehr 1978) der Verwaltungsjurist Otto Oberhammer. Auf dessen Vorschlag wurde Kreuzer am 14. Oktober 1974 zum Fernsehintendanten von FS 2 (heutiger Name ORF 2) bestellt und blieb dies bis 1978. Am 5. Oktober 1976 wurde auf FS 2 erstmals die von Franz Kreuzer und Kuno Knöbl begründete Diskussionssendereihe Club 2 ausgestrahlt.
1984/85 war Franz Kreuzer, wiederum unter Generalintendant Gerd Bacher, Informationsintendant des österreichischen Fernsehens, dann wurde er von Bundeskanzler Fred Sinowatz als Gesundheits- und Umweltminister in die Regierung berufen.

## Politiker
Vom 17. Dezember 1985 bis zum 21. Jänner 1987 war Franz Kreuzer Bundesminister für Gesundheit und Umweltschutz. In die Bundesregierung Sinowatz wurde er als Nachfolger von Kurt Steyrer berufen, da dieser für das Amt des Bundespräsidenten kandidierte und dafür sein Ministeramt zurückgelegt hatte. Auch der Bundesregierung Vranitzky I gehörte Kreuzer in derselben Funktion an. In seine Amtszeit als Gesundheitsminister fielen die Maßnahmen, die nach der Katastrophe von Tschernobyl zum Schutz der Bevölkerung getroffen werden mussten. Kreuzer wurde kritisiert, weil seine Mitteilungen zu diesem Thema zu wenig dramatisch gewesen seien. Die atomare Wiederaufarbeitungsanlage Wackersdorf (WAA) in Bayern lehnte Kreuzer ab, denn sie sondere in heimtückischer Weise dauernd sehr hochgiftige Substanzen ab und nach Tschernobyl könnten auch nur geringfügige zusätzliche Belastungen nicht mehr hingenommen werden.

## Nach der Politik
Danach war Kreuzer als freier Journalist tätig, unter anderem als Leiter der Club 2-Redaktion des ORF. Er trat auch als Buchautor hervor.
Viele der Gesprächssendungen Franz Kreuzers wurden auch als Bücher herausgegeben, darunter seine Gespräche mit Karl Popper, Konrad Lorenz, Friedrich von Hayek, Max Perutz, Ralf Dahrendorf, Arnold Keyserling, Hoimar von Ditfurth, Leopold Kohr, Egon Matzner, Friedrich Dürrenmatt und Erwin Ringel.
Er wurde der erste Präsident der 1997 von der Alpen-Adria-Universität Klagenfurt gegründeten „Karl Popper Foundation Klagenfurt“, für die er zwischen 1999 und 2003 mehrere Veranstaltungen moderierte. Kreuzer verfasste mehrere biografische Werke über den sozialdemokratischen Wiener Bürgermeister und nachmaligen Bundespräsidenten Franz Jonas.
Die Wiener Tageszeitung Kurier stellte ihren Nachruf am 18. April 2015 unter den Titel Ein Intellektueller, der den ORF geprägt hat.

## Schriften (Auswahl)
- Die Schwarze Sonne; ein Tatsachenroman vom Menschenraub, Wien, 1956.
- Franz Jonas – Der Weg des Bundespräsidenten, Wien 1965.
- mit Konrad Lorenz: Leben ist Lernen, ein Gespräch über das Lebenswerk des Nobelpreisträgers, Piper München 1981, ISBN 3-492-10223-9.
- mit Karl Popper: Offene Gesellschaft – offenes Universum, ein Gespräch über das Lebenswerk des Philosophen, Piper München 1986, ISBN 3-492-00776-7.
- Nobelpreis für den lieben Gott, Chancen und Grenzen der Bionik, Wunder und Rätsel der Evolution, Offene und versperrte Tore der Erkenntnis, Zur Weltausstellung 2005 in Nagoya in Japan, Kremayr & Scheriau Wien 2004, ISBN 3-218-00736-4.